# ジェリコ・ジャパン
ジェリコ・ジャパン(Jericho Japan)は1987年から1995年まで開催された日本のプロテスタント教会の超教派の大賛美集会である。

## 概要

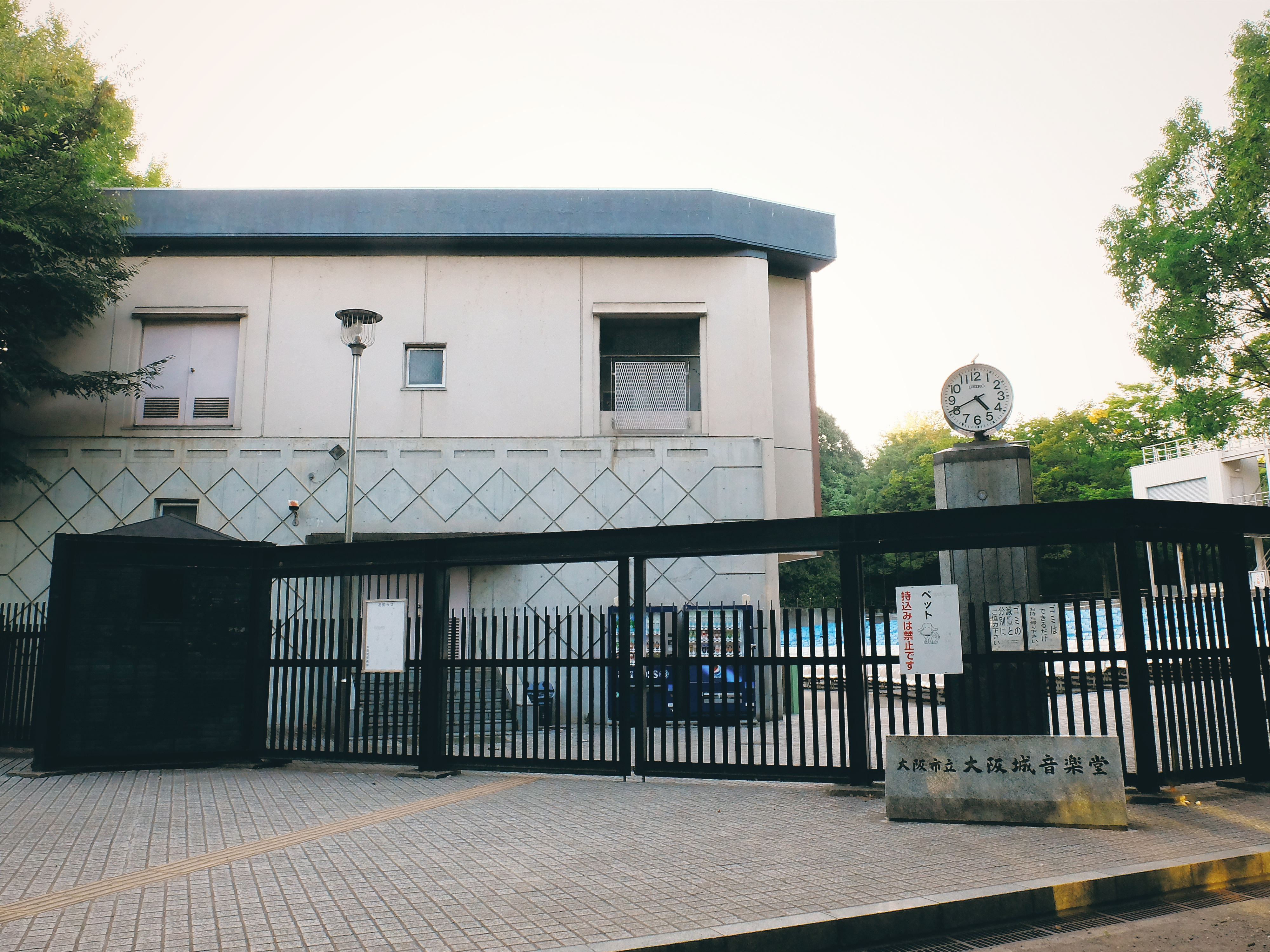
1987年に第1回会場になった大阪城音楽堂

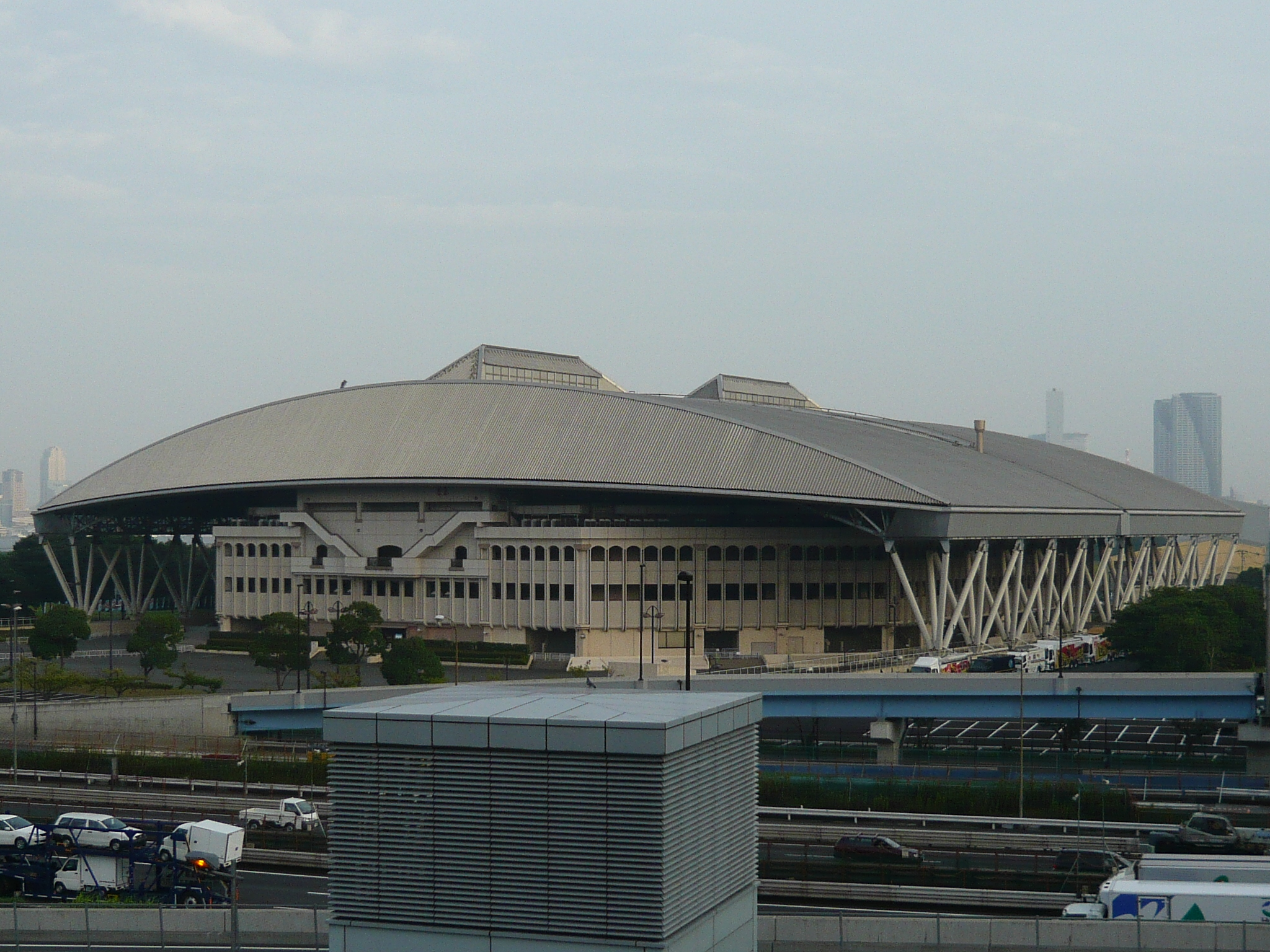
1991年の会場になった有明コロシアム

「ジェリコ・ジャパン」とは旧約聖書ヨシュア記6章20節のあるパレスチナ地方の古代都市エリコに由来する。1987年(昭和62年)に、ミクタムレコードの創立10周年記念として、大阪城野外音楽堂で開催されたのが最初である。
1991年からは、開催地を東京の有明コロシアムに移す。この時からリバイバルプレイミッションが設立されて主催者になる。1994年には8000人が参加した、最終的には1万人以上が参加した。1995年に全国7か所で開催された第7回以降は開催されていない。

## 主な奉仕者
- アーサー・ホーランド
- 松沢秀章
- ミッション・バラバ